# Otto Granström
Otto Emil Granström (Finnország, Hämeenlinna, 1887. október 4. – Finnország, Nurmijärvi, 1945. május 1.) olimpiai bronzérmes finn tornász.
Az 1908. évi nyári olimpiai játékokon indult, és mint tornász versenyzett. Csapat összetettben bronzérmes lett.
Klubcsapata a Ylioppilasvoimistelijat volt.